# Herodiada (opera)
Herodiada (fr. Hérodiade) – czteroaktowa opera Jules’a Masseneta do libretta Paula Milleta, Georges’a Hartmanna i Henriego Grémonta na podstawie opowiadania Hérodias (1877) Gustave’a Flauberta. Prapremiera 19 grudnia 1881 w Théâtre de la Monnaie w Brukseli.

## Osoby
- Salome – sopran
- Jan Chrzciciel – tenor
- Herodiada – mezzosopran
- Herod – baryton
- Fanuel, wróżbita – bas
- Witeliusz, rzymski namiestnik Palestyny – baryton
- Arcykapłan – baryton
- Głos – tenor
- Młody Babilończyk – sopran

## Treść
Miejsce i czas akcji: Jerozolima roku 32.

### Akt I
Salome, porzucona przed laty przez matkę w Rzymie, wraca do Jerozolimy. Jej zainteresowanie budzi płomienny prorok Jan. W Salome zakochuje się król Herod. Jego żona Herodiada żąda, by położył kres zniewagom, jakich doznaje ze strony Jana.

### Akt II
Heroda dręczy wizja pięknej Salome. Wróżbita Fanuel powiadamia go o pojawieniu się proroka Jana, którego lud uważa za Mesjasza. Król myśli o posłużeniu się nim w walce z rzymskimi najeźdźcami. Tymczasem namiestnik Witeliusz obiecuje swobody religijne. Nadchodzi Jan w otoczeniu tłumu wyznawców, wśród których znajduje się Salome. Herodiada podejrzewając męża o skłonność do pięknej dziewczyny, oskarża Jana i jego zwolenników, w tym Salome, o podburzanie ludu przeciw prawowitej władzy.

### Akt III
Jan i Salome trafiają do tego samego lochu. Również prorok doznaje oczarowania urodą Salome, ale ostatecznie sprawia, że jej namiętność przeradza się w uczucie religijnej natury. Herod proponuje Janowi wspólne działanie przeciw Rzymianom, ale dostrzegając uczucie, które łączy Salome z prorokiem, postanawia go zgładzić.

### Akt IV
Salome postanawia dzielić los z Janem. Ale gdy Herod ją ułaskawia, stara się wstawić za swoim ukochanym. Kiedy jednak nadchodzi wiadomość o jego śmierci, usiłuje pchnąć sztyletem Herodiadę, a gdy ta ujawnia, iż jest jej matką, sama zadaje sobie śmierć.